# Eclissi solare del 12 dicembre 1871
L'Eclissi solare del 12 dicembre 1871, di tipo totale, è un evento astronomico che ha avuto luogo il suddetto giorno attorno alle ore 04:03 UTC. La durata della fase massima dell'eclissi è stata di 4 minuti e 23 secondi e l'ombra lunare sulla superficie terrestre raggiunse una larghezza di 157 km.
L'eclissi del 12 dicembre 1871 è stata la seconda eclissi solare nel 1871 e la 175ª nel XIX secolo. La precedente eclissi solare si è verificata il 18 giugno 1871, la seguente il 6 giugno 1872.

## Percorso e visibilità
L'evento è iniziato nell'Oceano Indiano a sud ovest dell'India, sulle acque. Spostandosi sempre verso est ha attraversato completamente l'oceano oltrepassando gli stati dell'Oceania e terminando nell'oceano Pacifico.

## Osservazioni a fini scientifici

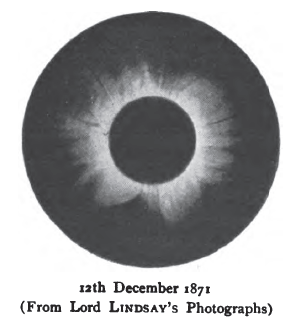
Immagine elaborata di una fotografia, eclissi 1871

Una spedizione di scienziati guidata dall'astronomo britannico Norman Lockyer si è recata a a Jaffna, nello Sri Lanka, per osservare la fase totale dell'eclissi.

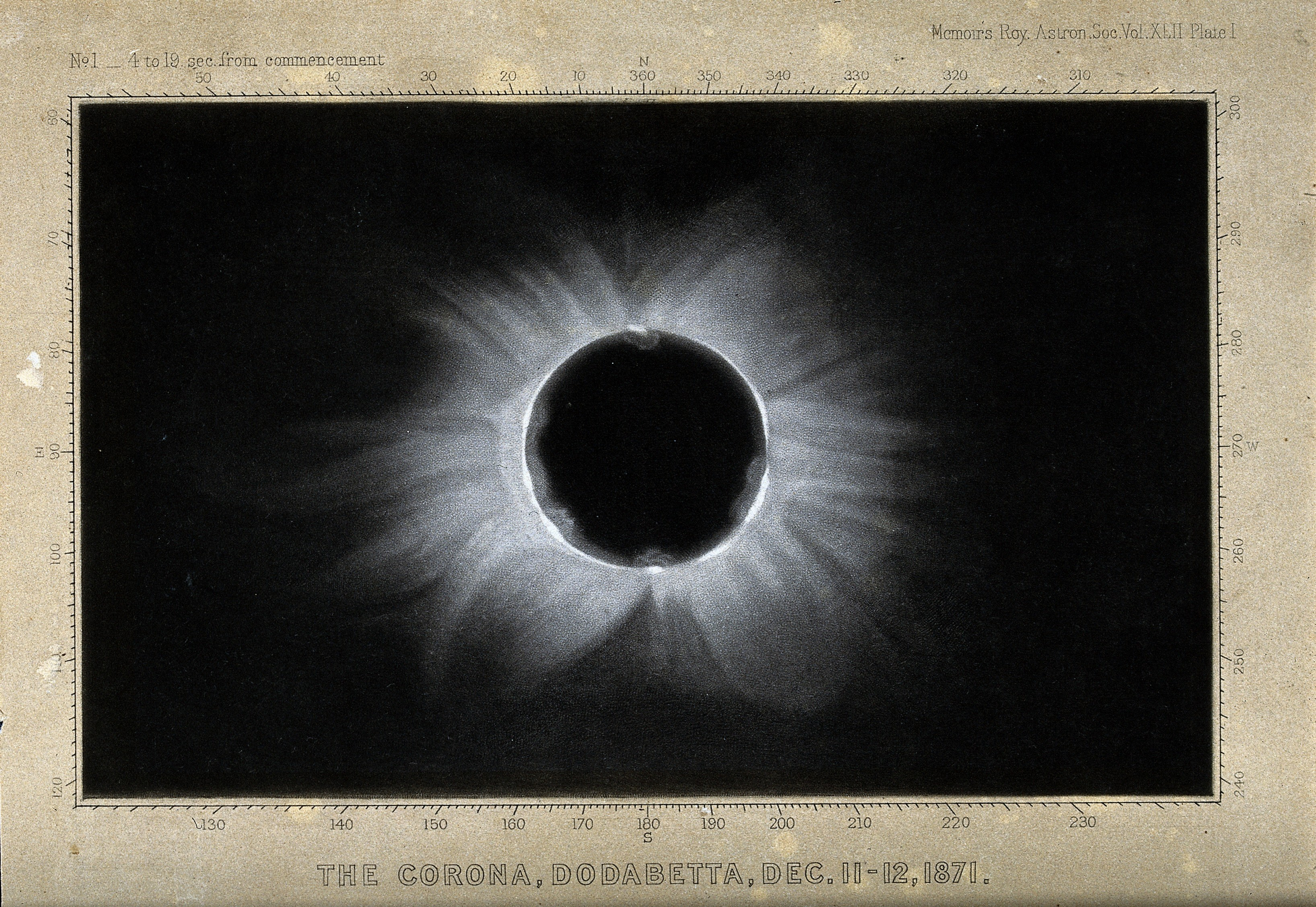
La corona del Sole, vista durante l'eclissi. Stampa di processo dopo una fotografia, 1871

## Eclissi correlate

### Ciclo di Saros 130
Questa eclissi fa parte del ciclo di Saros 130, che si ripete ogni 18 anni, 11 giorni, contenente 73 eventi. La serie è iniziata con un'eclissi solare parziale il 20 agosto 1096. Contiene eclissi totali dal 5 aprile 1475 al 18 luglio 2232. Non ci sono eclissi anulari nella serie. La serie termina al membro 73 con un un'eclissi parziale il 25 ottobre 2394. La durata più lunga della totalità è stata di 6 minuti e 41 secondi l'11 luglio 1619. Tutte le eclissi di questa serie si verificano nel nodo discendente della Luna.